# Tyana
Koordinaten: 37° 49′ 24″ N, 34° 34′ 14″ O
Tyana (altgriechisch Τύανα (n. pl.)) ist eine antike Stadt in Kappadokien, das heutige Kemerhisar südlich von Niğde (Türkei).

## Hethiter
Der Ort hieß in hethitischer Zeit Tuwanuwa, das bereits in der Liste der Eroberungen des frühen Königs Labarna I. auftaucht. In assyrischen Quellen wird es Tuḫana genannt. Die beiden Hauptgottheiten von Tuwanuwa waren der Wettergott und  Šaḫḫaššara. Auf dem Felsrelief von İvriz aus späthethitischer Zeit (vermutlich 8. Jahrhundert v. Chr.) ist ein König Warballawa von Tuwana mit dem Gott Tarhunza dargestellt.

## Hellenistische Epoche
In hellenistischer Zeit, als Kappadokien ein selbständiges Königreich war, gehörte Tyana neben dem Königssitz Mazaka im Norden zu den beiden Landeszentren. Die Stadt war von Ariaramnes in den 260er Jahren v. Chr. den Seleukiden entrissen worden und wurde später nach König Ariarathes V. Eusebes Philopator (regierte ca. 163–130 v. Chr.) auch „Eusebeia am Tauros“ genannt. 

## Römische Periode
Als Kappadokien 17 n. Chr. endgültig seine Selbständigkeit verlor, wurde es in die römische Provinz Cappadocia umgewandelt, zu der auch Tyana gehörte. Unter Kaiser Caracalla wurde die Stadt in der Cappadocia prima römische Kolonie. Sie schloss sich dem Aufstand von Zenobia an und wurde von Aurelian zurückerobert, der die Stadt jedoch milde behandelte. 371 wurde sie unter Valens Hauptstadt der Cappadocia secunda.

### Spätrömische und byzantinische Periode

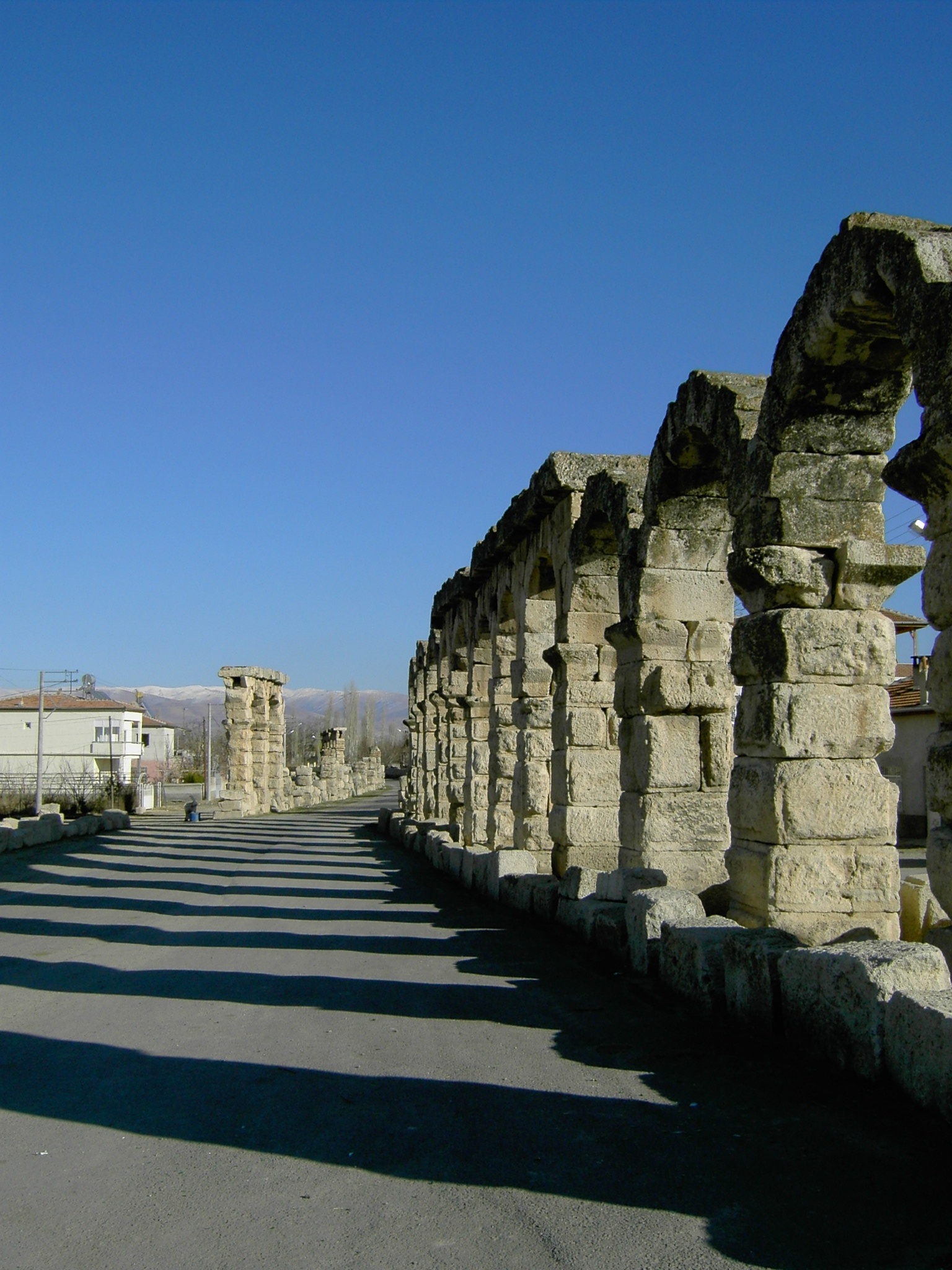
Das römische Aquädukt von Tyana

Im Jahr 372 teilte Kaiser Valens die Provinz Kappadokien entzwei und Tyana wurde zur Hauptstadt von Cappadocia Secunda. Während der Spätantike war die Stadt auch als Christoupolis (altgriechisch Χριστούπολις „Stadt Christi“) bekannt.
Infolge der Islamischen Expansion und der Etablierung der neuen Grenze zwischen dem Byzantinischen Reich und dem Kalifat entlang des Taurusgebirges wurde Tyana zu einer wichtigen Militärbasis, da es an der Straße von Anatolien nach  Kilikien und Syrien nahe an der Kilikischen Pforte lag (ca. 30 km nördlich). Daher war die Stadt häufig das Ziel muslimischer Plünderzüge. Die Stadt wurde erstmals von den Umayyaden im Jahr 708 nach einer langen Belagerung geplündert und blieb danach eine Zeit lang verlassen, bis sie wiederaufgebaut wurde. Danach wurde sie vom abbasidischen Kalifen Hārūn ar-Raschīd im Jahr 806 besetzt. Harun verwandelte die Stadt in ein Militärlager und errichtete dort auch eine Moschee, ließ die Stadt aber wieder evakuieren, nachdem der byzantinische Kaiser Nikephoros I. einen Frieden erkauft hatte.
Die Stadt wurde von den Abbasiden unter Al-Abbas ibn al-Ma'mun im Jahr 831 abermals zerstört. Abbas ließ die Stadt drei Jahre später wiederaufbauen und in Vorbereitung auf al-Ma'muns geplante Eroberung des Byzantinischen Reichs in ein Militärlager umgestalten, aber nach Ma'muns plötzlichem Tod im August 833 wurde der Plan aufgegeben und die halbfertige Stadt wurde wieder zerstört.
Danach verfiel die Stadt mit dem allmählichen Abflauen der arabischen Bedrohung. Die Ruinen von Tyana sind nahe der heutigen türkischen Stadt Kemerhisar gelegen, dort finden sich die Überreste eines antiken römischen Aquädukts sowie von Höhlengräbern und Grabgrotten.
Die Funde aus Tyana und aus dem nahegelegenen Siedlungshügel Köşk Höyük sind im archäologischen Museum von Niğde zu besichtigen.

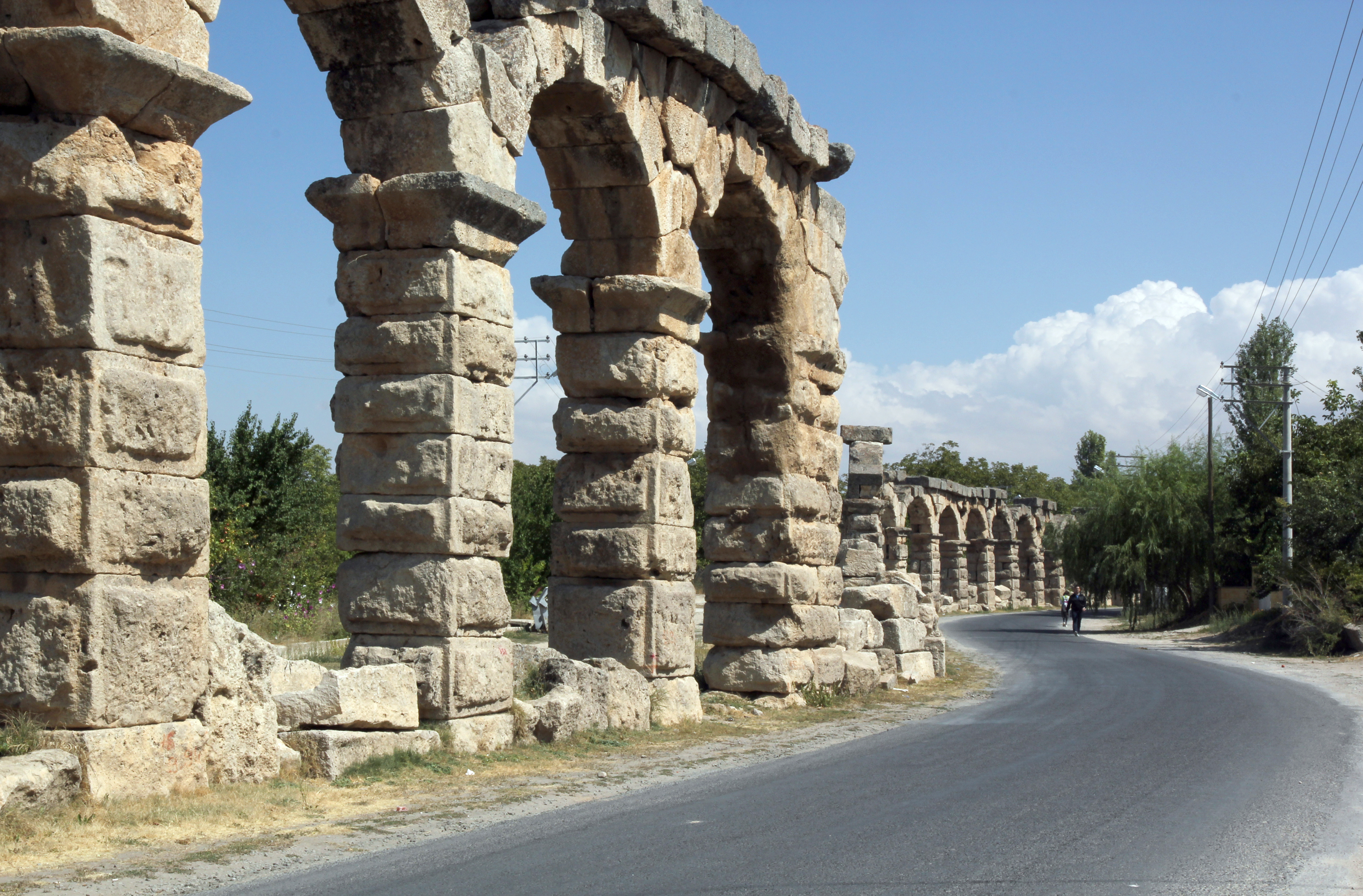
Aquädukt
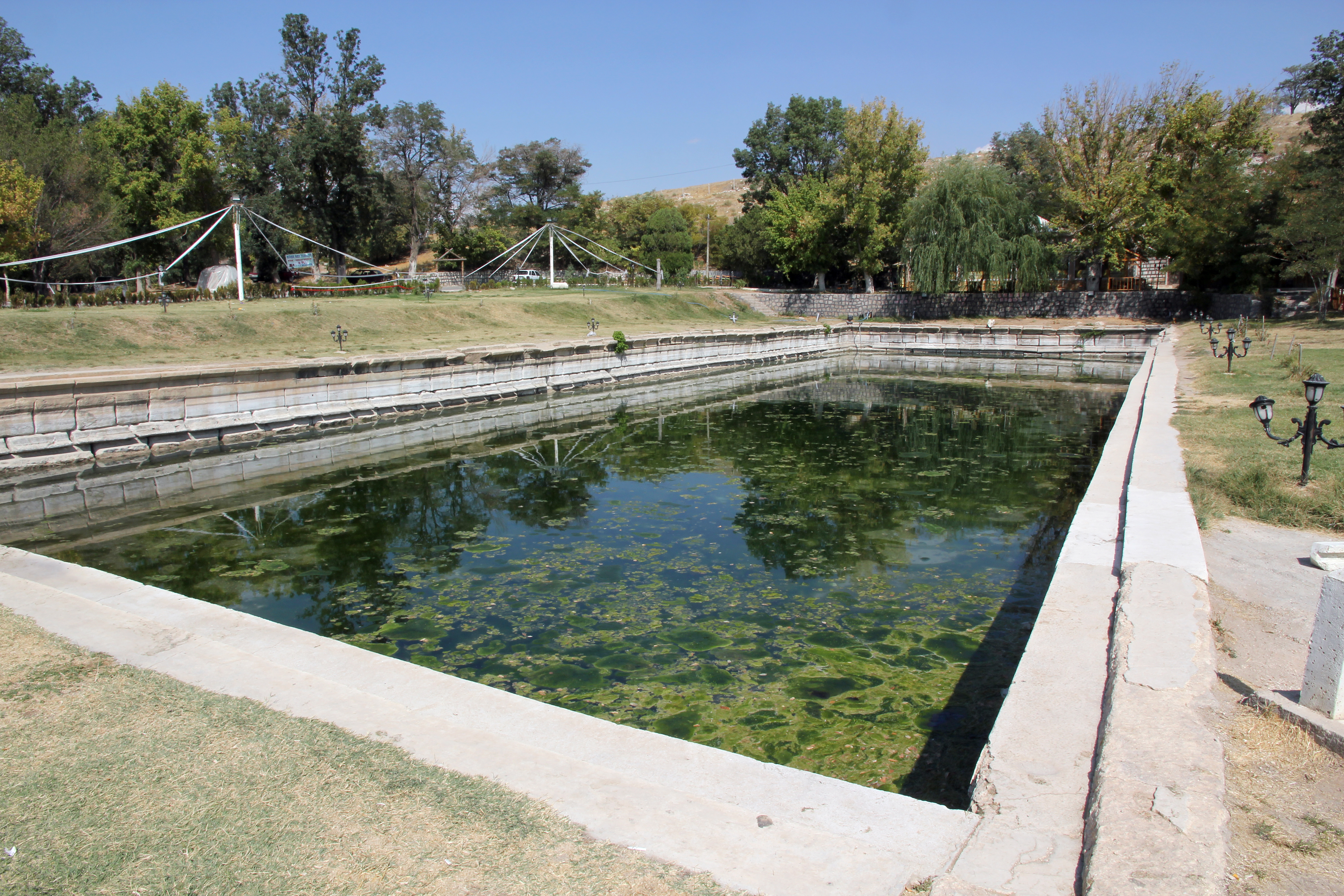
Römisches Wasserbecken am früheren Ostende des Aquädukts
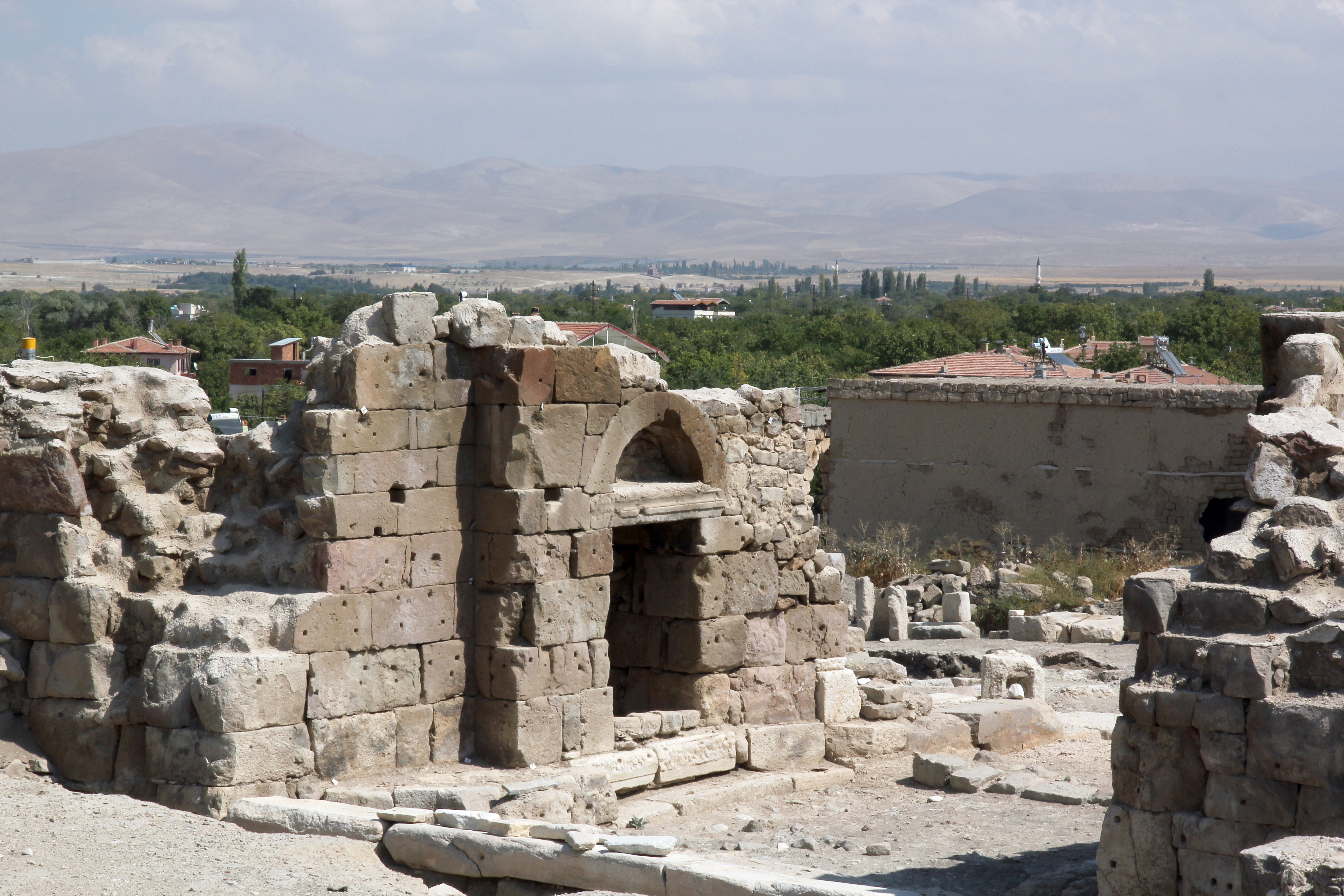
Ausgrabungen am Westende des Aquädukts
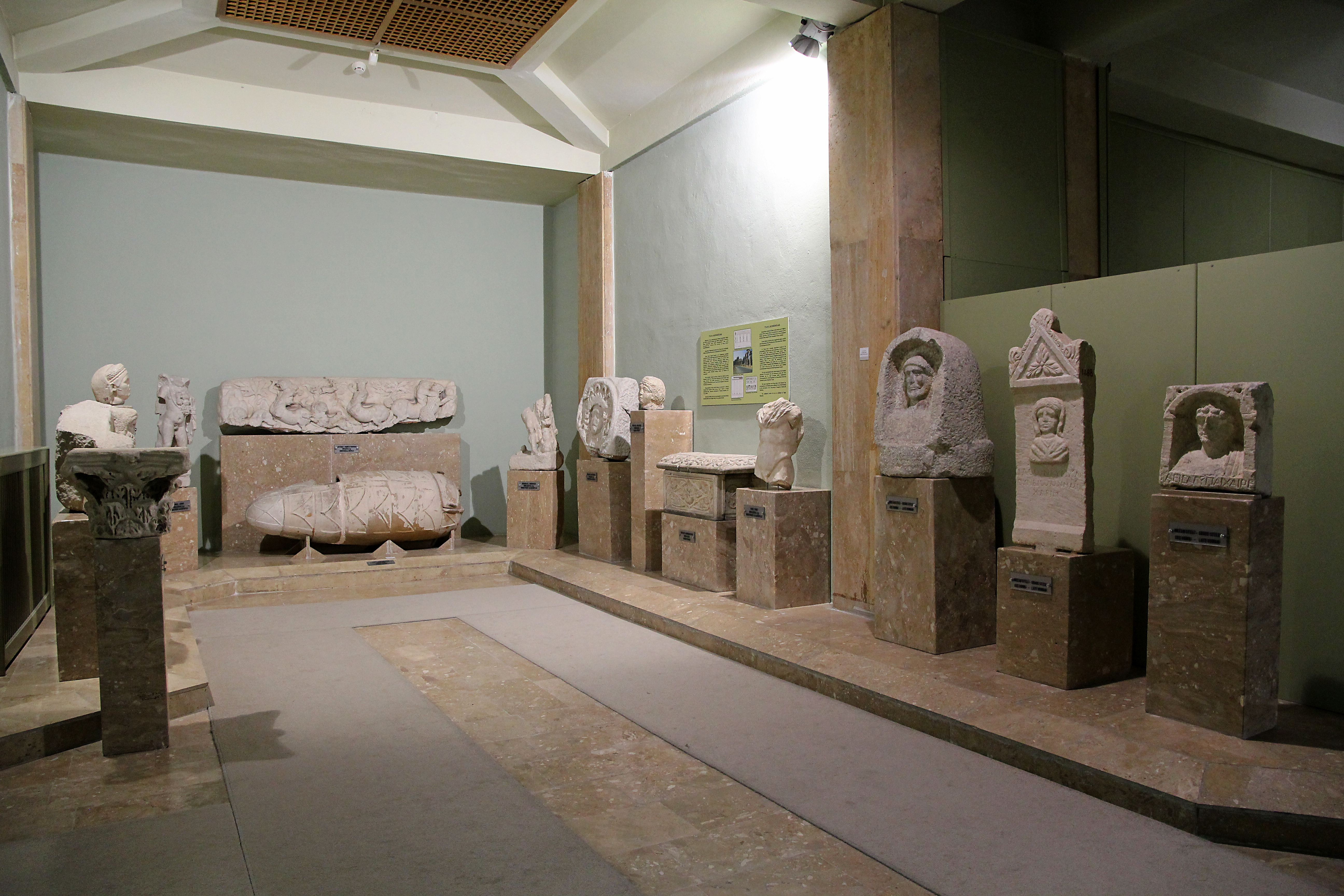
Funde aus Tyana im Museum von Niğde

## Kirchengeschichte
Bischof Eutherios von Tyana war auf dem Konzil von Ephesos 431 der Anführer der Nestorianischen Fraktion und wurde deshalb abgesetzt, exkommuniziert und musste kurzfristig ins Exil gehen. Als Firmus von Caesarea, der an seiner Exkommunikation teilgenommen hatte, nach Tyana kam, um seinen Nachfolger zu weihen, widersetzten sich ihm sowohl die Bürger der Stadt als auch die hier stationierten isaurischen Truppen unter Longras, und Firmus und der neugeweihte Bischof, der danach wieder ins Privatleben zurückkehrte, mussten fliehen. Eutherios wurde nach Skythopolis (Palästina, Bet-Schean) und schließlich nach Tyros verbannt, wo er starb.
Der Name existiert als katholisches Titularerzbistum fort.

## Berühmte Bürger
- Apollonios von Tyana (* um 40; † um 120)
- Bischof Anthimos
- Bischof Eutychios, auf dem Konzil von Nicäa vertreten
- Bischof Theodoros, ein Freund von Johannes Chrysostomos
- Bischof Eutherios